# Stráň (Sadov)
Stráň (německy Elm) je malá vesnice, část obce Sadov v okrese Karlovy Vary v Karlovarském kraji. Leží devět kilometrů severovýchodně od města Karlovy Vary. Malá ves je obklopená lesy s výhledem na Krušné hory. Nachází se na silnici III. třídy č. 22114 z Boru do Radošova v útlé stráni, která dala obci její název.
Na návsi stojí kaplička obklopena dobovými domy z přelomu 19. a 20. století. Do obce zajíždí autobusová doprava a prochází přes ni cyklistická stezka. V obci je stále fungující kravín s rozsáhlými pastvinami.

## Historie
První písemná zmínka o vesnici pochází z roku 1525.

## Obyvatelstvo
Při sčítání lidu v roce 1921 ve vsi žilo 169 obyvatel (z toho 84 mužů) německé národnosti a římskokatolického vyznání. Podle sčítání lidu z roku 1930 měla vesnice 176 obyvatel: dva Čechoslováky a 174 Němců. Kromě jednoho člověka bez vyznání byli římskými katolíky.
| Rok            | 1869 | 1880 | 1890 | 1900 | 1910 | 1921 | 1930 | 1950 | 1961 | 1970 | 1980 | 1991 | 2001 | 2011 | 2021 |
| -------------- | ---- | ---- | ---- | ---- | ---- | ---- | ---- | ---- | ---- | ---- | ---- | ---- | ---- | ---- | ---- |
| Počet obyvatel | 147  | 174  | 174  | 169  | 165  | 169  | 176  | 82   | 58   | 65   | 67   | 45   | 45   | 41   | 45   |
| Počet domů     | 21   | 21   | 21   | 22   | 23   | 23   | 25   | 20   | 20   | 13   | 13   | 13   | 13   | 12   | 15   |

## Obecní správa
Při sčítání lidu v letech 1869–1950 Stráň byla samostatnou obcí, se kterým patřila nejprve do okresu Karlovy Vary, ale v roce 1950 v okrese Karlovy Vary-okolí. V letech 1961–1975 byl částí obce Bor opět v okrese Karlovy Vary. Od 1. ledna 1976 je částí obce Sadov v okrese Karlovy Vary. V letech 1869–1890 k obci patřily Nová Kyselka a Pulovice.